# Абель-Трюше, Луи
Луи Абель-Трюше (фр. Louis Abel-Truchet, также Louis-Abel Truchet; 29 декабря 1857, Версаль — 9 сентября 1918, Осер) — французский художник Прекрасной эпохи.

## Жизнь и творчество
Луи Абель-Трюше обучался живописи в парижской академии Жюлиана в классах Жана-Жозефа Бенжамен-Констана и Жюля-Жозефа Лефевра. Его работы начинают выставляться с 1891 года. Живописец является одним из сооснователей ставших модными художественных Осенних салонов во французской столице. Он также был одним из первых художников, принимавших участие в этих выставках. В 1907 году Абель-Трюше, вместе со своим другом и коллегой Луи Валле, организует парижское «Общество юмористов». В 1910 году Абель-Трюше становится членом «Национального общества изящных искусств» (Société nationale des beaux-arts). В 1911 году он становится кавалером Ордена Почётного легиона.
Творчеству Абель-Трюше присуще предпочтение жанровой живописи, ему близки соотечественники и современники Эжен Гальен-Лалу, Теофиль-Александр Стейнлен, Жан-Луи Форен. Он пишет уличные сценки Венеции и ночной Монмартр. Работы преимущественно маслом включали портреты элегантных молодых парижанок, пейзажи города и сцены, изображающие повседневную жизнь в Париже. Совершив путешествие по Италии, югу Франции и Северной Африке, художник работал над видами Марселя, Монако, Туниса, Падуи и Авиньона.
С началом Первой мировой войны Абель-Трюше ушёл добровольцем на фронт и поступил лейтенантом в разведывательную часть пехотного полка. В сентябре 1918 года умер вследствие ранения. Был награждён Военным крестом. В честь художника в 17-м округе Парижа названа одна из улиц (Rue Abel-Truchet).

## Галерея
- Уличная сцена (Scène de rue), музей Карнавале, Париж
- Освещённый ночью Дворец кино Гомон (Le Gaumont Palace illuminé dans la nuit), 1911, музей Карнавале, Париж
- Вид на кладбище Саид-Ахмед-эль-Кебир в Блиде (Vue du cimetière Saïd-Ahmed-el-Kébir à Blida), музей Изящных искусств, По
- Праздник Спасителя, Венеция (La Festa Del Redentore, Venice), коллекция Фреда и Шерри Росс, США
- Пейзаж, Музей искусств Индианаполоса
- Корсет, 1905